# Pentaceraster alveolatus
Espèce
Synonymes
- Oreaster alveolatus (Perrier, 1875)[2] [3]
- Oreaster troscheli Bell, 1884[2] [3]
- Pentaceros alveolatus Perrier, 1875[2] [3]
- Pentaceros bedoti Koehler, 1911[2] [3]
- Pentaceros troscheli (Bell, 1884)[3]

Pentaceraster alveolatus est une espèce d'étoiles de mer tropicales de la famille des Oreasteridae.

## Description
C'est une étoile régulière épaisse et charnue, pourvue de cinq bras boudinés mais grossièrement pointus, de section plus ou moins triangulaire (en moyenne deux fois le rayon du disque), et d'un disque central épais et très bombé (presque en pyramide). Son corps est assez rigide et parcouru de lignes de gros tubercules arrondis, durs et en général plus sombres que le reste du corps, donnant un résultat bicolore. Le milieu de chaque bras porte une rangée de tubercules bien alignés, et quelques autres peuvent être présents sur les bras, sans former de rangées régulières.  Les plaques supéromarginales sont tuberculées surtout sur la moitié distale des bras, et les inféromarginales surtout dans la courbure interbrachiale, puis de nouveau au bout des bras ; ce trait semble toutefois très variable selon Koehler (pour qui toutefois « Les premières plaques marginales dorsales sont toujours dépourvues de tubercules [...] Au contraire, les trois ou quatre premières plaques marginales ventrales offrent un tubercule assez gros et arrondi [...] cette série de tubercules n'est jamais continue ». L'armement ambulacraire est composé d'une rangée externe de piquants aplatis trois par trois (le premier parfois imperceptible), accompagnés sur chaque plaque d'un pédicellaire en pince. La rangée interne sont au nombre de 5 ou 6 sur chaque plaque, les médians plus grands que les latéraux. 
Cette étoile peut mesurer jusqu'à une trentaine de centimètres de diamètre. 
Cette espèce appartient à un genre extrêmement complexe et mal défini. Elle est censée se reconnaître à l'absence de tubercules sur les 2 à 4 premières plaques supéro-marginales de chaque angle interradial (ce qui la distingue de Pentaceraster mammillatus). Pentaceraster regulus serait quant à elle d'après Perrier (sur un spécimen de Pondichéry) plus aplatie, avec des bras plus longs, les piquants ambulacraires externes plus massifs et moins aplatis et disposés en une double rangée vers la région moyenne des bras, et des piquants ambulacraires internes au nombre de 9, les médians deux fois plus allongés. 
Du fait de la grande variabilité de toutes ces espèces, la ressemblance, notamment avec Pentaceraster regulus et Pentaceraster multispinus, rend la détermination in situ extrêmement difficile.

## Habitat et répartition
Cette étoile se rencontre à faible profondeur (1-25 m) sur les côtes du Pacifique Ouest, notamment entre l'Australie, la Nouvelle-Calédonie et les Philippines et peut-être la Polynésie occidentale. La localité-type est la Nouvelle-Calédonie. Elle apprécie les plages et herbiers de faible profondeur, ce qui la rend très visible, notamment dans la région de Nouméa.

## Publication originale
- Edmond Perrier, Révision de la collection de stellérides du Muséum d’Histoire naturelle de Paris (publication scientifique), 1875., p.243.